# ديف سكوت
ديف سكوت (بالإنجليزية: Dave Scott)‏ هو لاعب كرة قدم أمريكية أمريكي، ولد في 26 ديسمبر 1953 في هاكينساك في الولايات المتحدة.

## وصلات خارجية
- ديف سكوت على موقع مرجع كرة القدم المحترفة.كوم (الإنجليزية)